# あみなとニコニコ。
あみなとニコニコ。は、ニコニコ動画「バンブーちゃんねる」で放送されていたWEBバラエティ番組。2011年3月24日に放送スタート。2013年3月29日に放送終了。

## 概要
AKB48の佐藤亜美菜と声優の白石稔が、アニメに関する企画など様々な企画に挑戦しているAKIBA道まっしぐらバラエティ。二人の関係は「あみのるんペア」、「あみのるんコンビ」などと呼ばれていた。
Vol.1 - Vol.60は毎週木曜配信、Vol.61 - Vol.70は毎月第二・第四金曜配信、Vol.71 - Vol.75は月一回の生放送であった。

## 出演

### パーソナリティ
佐藤亜美菜
AKB48チームKの所属メンバーで、キャッチフレーズは「愛されたい、愛したい。でもやっぱり愛されたい」。愛称は『あみなちやん』（小文字の「ゃ」でなく大文字の「や」）。番組内ではS気味なキャラクター（disドル＝disるアイドルの略）を見せることもある一方で、「ドッキリ企画をされたい」といったM気味な発言をすることもあった。アニメ『森田さんは無口。』や『坂道のアポロン』などへの出演決定は番組内で発表されており、声優としてのアドバイスをよく白石から受けていた。
白石稔
ガジェットリンク所属の声優で、キャッチフレーズは「一部のマニアに大人気、声優界のスキマ産業」。愛称は『みのるん』。アニメ・漫画・特撮などに詳しく、それらの内容をトークに盛り込んだり、キャラクターの台詞のモノマネをしたりする。アニメ『らき☆すた』などで作詞作曲の経験があり、この番組のためのオリジナル曲の制作が予定されていた。

### 準レギュラー
森井ケンシロウ
Vol. 5-8, 25-26, 34-36 に登場。
Flashアニメーター、漫画家、作曲家。愛称は『ポリたん』。オリジナルアニメ制作に協力していたが、とにかく仕事が遅く、番組では忘れられがちであった。2012年7月6日の番組のニコニコ生放送では電話出演をした。

### ゲスト
国沢一誠
Vol. 21–22 に登場。
お笑いコンビ『ヒカリゴケ』のツッコミ。あみニコ夏休みSPにて怖い話を披露。
仲谷明香
Vol. 61–62 に登場。
元AKB48のメンバー。『第一回あみニコ アニメ王選手権』で優勝。
田名部生来
Vol. 61 – 62 に登場。
AKB48チームBの所属メンバー。

## 放送リスト

### Vol.1 - Vol.60
| 年月       | 1週目                                                             | 2週目                                                             | 3週目                                                              | 4週目                                                    | 5週目                                                      |
| ---------- | ----------------------------------------------------------------- | ----------------------------------------------------------------- | ------------------------------------------------------------------ | -------------------------------------------------------- | ---------------------------------------------------------- |
| 2011年 3月 | -                                                                 | -                                                                 | -                                                                  | Vol.1 （24日） 亜美菜への質問                            | Vol.2 （31日） 白石への質問                                |
| 4月        | Vol.3 （7日） あみなとみのるの 相性診断                           | Vol.4 （14日） あみニコ企画会議                                   | Vol.5 （21日） 4コマ講座! 「オチを考えよう」                       | Vol.6 （28日） あみなとみのるの 絵心チェック             | -                                                          |
| 5月        | Vol.7 （5日） オリジナルキャラクター の作成(1)                    | Vol.8 （12日） オリジナルキャラクター の作成(2)                   | Vol.9 （19日） お便りの紹介(1)                                     | Vol.10 （26日） お便りの紹介(2)                          | -                                                          |
| 6月        | Vol.11 （2日） 悪役キャラの設定                                   | Vol.12 （9日） 「森田さんは無口。」 出演記念SP                    | Vol.13 （16日） キャラクターシート の作成                          | Vol.14 （23日） キャラクター相関図 の作成                | Vol.15 （30日） メール紹介 近況報告                        |
| 7月        | Vol.16 （7日） 「森田さんは無口。」 アフレコ特集                  | Vol.17 （14日） 視聴者メール紹介                                  | Vol.18 （21日） アフレコ対決 (前半戦)                              | Vol.19 （28日） アフレコ対決 (後半戦)                    | -                                                          |
| 8月        | Vol.20 （4日） 舞台とコンサート の裏話                            | Vol.21 （11日） あみニコ夏休みSP 怖い話（前編）                   | Vol.22 （18日） あみニコ夏休みSP 怖い話（後編）                    | Vol.23 （25日） 夏休みの思い出話 お便りの紹介            | -                                                          |
| 9月        | Vol.24 （1日） 二人の近況                                         | Vol.25 （8日） オリジナルアニメ のイラスト披露                    | Vol.26 （15日） オリジナルアニメ制作 絵コンテ編                    | Vol.27 （22日） 声優の話                                 | Vol.28 （29日） ミュージカルの話                           |
| 10月       | Vol.29 （6日） じゃんけん大会の振り返り アニメ視聴者案の紹介      | Vol.30 （13日） あみのるんバースデーSP 亜美菜の20年の思い出       | Vol.31 （20日） あみのるんバースデーSP 白石の過去の話              | Vol.32 （27日） お便りの紹介と BLUES IN THE NIGHT の感想 | -                                                          |
| 11月       | -                                                                 | （10日）ダンカン娘祭!!前編 （11日）ダンカン娘祭!!後編             | Vol.33（17日） イベントの振り返り                                  | Vol.34（24日） アニメタイトル決定 PV披露                 | -                                                          |
| 12月       | Vol.35（1日） 視聴者の投稿楽曲紹介                                | Vol.36（8日） アニメイラスト企画                                  | Vol.37（15日） あみニコ劇場。                                      | Vol.38（22日） 視聴者のお便りの紹介                      | Vol.39（29日） 相性チェック（2回目）                       |
| 2012年 1月 | Vol.40（5日） あみなVSみのるん 3本対決!                           | Vol.41（12日） 書き初め大会                                       | Vol.42（19日） オリジナルアニメ キャラクター設定                   | Vol.43（26日） 視聴者のメール紹介                        | -                                                          |
| 2月        | Vol.44（2日） ドワンゴクリエイティブスクール アフレコ授業（前編） | Vol.45（9日） ドワンゴクリエイティブスクール アフレコ授業（中編） | Vol.46（16日） ドワンゴクリエイティブスクール アフレコ授業（後編） | Vol.47（23日） 視聴者のメール紹介                        | -                                                          |
| 3月        | Vol.48（1日） 近況報告＆メールの紹介                              | Vol.49（8日） あみニコ劇場。                                      | Vol.50（15日） 滑舌対決! あみなVSみのるん3本勝負                   | Vol.51（22日） あみなの相談室。                          | Vol.52（29日） オリジナルアニメ イラスト・楽曲・キャラ設定 |
| 4月        | Vol.53（5日） ライブ・0048の話                                    | Vol.54（12日） お便りの紹介 自撮り・カラオケ・明太子の話          | Vol.55（19日） あみニコ劇場。                                      | Vol.56（26日） あみなの相談室。                          | -                                                          |
| 5月        | -                                                                 | Vol.57（10日） AKB0048の話                                        | Vol.58（17日） お便りの紹介 お勧め劇場公演曲など                   | Vol.59（24日） AKBのこと教えてのコーナー あみニコ劇場。  | Vol.60（31日） あみなの相談室。                            |

### Vol.61 - Vol.70
| Vol.   | 配信開始日   | 内容                                                  | 備考                         |
| ------ | ------------ | ----------------------------------------------------- | ---------------------------- |
| Vol.61 | 2012年6月8日 | なかやん、たなみんとトーク                            | ゲスト: 仲谷明香、田名部生来 |
| Vol.62 | 6月22日      | 第一回あみニコ アニメ王選手権                         | ゲスト: 仲谷明香、田名部生来 |
| Vol.63 | 7月13日      | 猫カフェロケ                                          | -                            |
| Vol.64 | 7月27日      | あみなVSみのる ガチ絵対決!                            | -                            |
| Vol.65 | 8月10日      | 視聴者のお便りの紹介・あみなの相談室                  | -                            |
| Vol.66 | 8月24日      | セナクイズ                                            | -                            |
| Vol.67 | 9月14日      | 番組DVDのロケの話など                                 | -                            |
| Vol.68 | 9月28日      | お便りの紹介・イメージビデオ制作など                  | -                            |
| Vol.69 | 10月12日     | 番組DVDダイジェスト鑑賞・バースデープレゼント交換など | -                            |
| Vol.70 | 10月26日     | お便りの紹介・DVDの宣伝など                           | -                            |

### Vol.71 - Vol.75
| Vol.   | ニコ生配信日  | 内容                                                  | 備考                         |
| ------ | ------------- | ----------------------------------------------------- | ---------------------------- |
| Vol.71 | 2012年11月6日 | -                                                     | ニコニコ本社での公開生放送。 |
| Vol.72 | 12月13日      | -                                                     | -                            |
| Vol.73 | 2013年1月29日 | Road to AKIBA道、書き初め、むかついたこと川柳など     | -                            |
| Vol.74 | 3月5日        | Road to AKIBA道（ヒーロー・ヒロイン道）、ふつおたなど | -                            |
| Vol.75 | 3月29日       | Road to AKIBA道（あみニコ道）、ふつおたなど           | 最終回                       |

## 主な事件

### 2011年
- Vol. 1では、放送の最後で、亜美菜の以前からの夢だったレギュラーラジオ番組（AKB48佐藤亜美菜の「この世に小文字はいりません!」）の放送決定がサプライズ発表された。
- Vol. 5では、四コマ対決で敗れた白石に「オチない名人」の称号が与えられた。
- Vol. 6のイラスト対決で敗れた森井は罰ゲームとして、自己紹介の時にアントニオ猪木のモノマネをしなければならなくなった。
- Vol. 12では、アニメ『森田さんは無口。』への亜美菜の出演決定がサプライズ発表された。
- 11月3日に亜美菜の所属事務所のアトリエ・ダンカンによるイベント『THANKS FOR YOUR SUPPORT！スペシャルイベント＠原宿アストロホール』が行われ、この週の配信は休みとなった。そこでは『あみなとニコニコ。』と『純情通り3丁目2525番地』（片山陽加・星野卓也出演のニコニコ動画番組（バンブーちゃんねる））の合同公開収録が行われ、その内容は『ダンカン娘祭!!』として11月10日と11日に、前後編に分けて配信された。
- Vol. 33では、白石が結婚報告を行った。

### 2012年
- Vol. 44-46では、ドワンゴクリエイティブスクールへの出張ロケが行われた。校長の森田純正や、アフレコ授業の講師として声優の横山智佐が出演した。
- Vol. 46では、亜美菜がアニメ『坂道のアポロン』の声優オーディションに合格し、出演決定したことがサプライズ発表された。
- 7月6日の21:00～22:00には、『【AKB48佐藤亜美菜＆白石 稔】あみなとニコニコ。THE★ニコ生』と題して、番組初のニコニコ生放送が行われた[4]。
- Vol. 63では、池袋の猫カフェ『猫の居る休憩所299』でロケが行われた[6]。
- Vol. 65では、番組DVDの発売が発表された[7]。
- Vol. 73では、Vol.72でのアンケートの結果を受け、亜美菜はセーラー服のコスプレで出演をした。それに合わせて、白石も学生服のコスプレで出演をした。

## 企画

### -Sewing Cat- まじかるステッチ☆セナ
Vol. 7 より続けられていた番組のオリジナルアニメ制作企画であった。
セナ
名前の由来はF1ドライバーのアイルトン・セナ。高校2年生の17歳の少女で、デザイナーである母親に憧れて裁縫をするようになり、現在は手芸部に所属している。髪の色は、普段は黒で変身したら金色。瞳の色は青。魔界から魔法少女を探しにやって来た猫のプロストの依頼を受け、魔法少女となる。左手につけたばらの指輪を利用して変身すると、黒い猫耳をつけたゴスロリ衣装となり、腰につけた針山に備えている針と糸、およびチャコペンを武器として敵と戦う。決め台詞は「社会の綻び、繕います」。
プロスト
名前の由来はF1ドライバーのアラン・プロスト。魔王マ・クラーレンの依頼を受け、魔法少女を探すために日本にやって来た灰色の毛並みの猫。セナに魔力をさずける。
サトル
名前の由来はF1ドライバーの中嶋悟。セナのクラスメート。母子家庭で、四歳になる幼い双子の妹を持つ。早朝は新聞配達、夕方は日替わりでピザ屋あるいはコンビニのアルバイトを行うことで家計を支えている。影が薄く、そのようなアルバイトを行っていることは学校では知られていない。
マンセル
名前の由来はF1ドライバーのナイジェル・マンセル。魔界とは関係の無い悪の組織に属する。人間の弱い心につけ込んでその人を操る能力を持つ。
ミカ
名前の由来はF1ドライバーのミカ・ハッキネン。セナの同級生の女子。剣道部に所属している。マンセルに操られる。
喫茶店のマスター
セナが幼い頃からよく通っている喫茶店のマスター。実はマンセルの属する悪の組織と関わっており、セナの魔法少女としての資質をいち早く察知していた。
マ・クラーレン
名前の由来はF1ドライバーのブルース・マクラーレン。魔界にいる魔王。日本を助けるために人間の魔法少女を探すようプロストに依頼した。特定の姿形はなく、闇に包まれている。
アグリ
名前の由来はF1ドライバーの鈴木亜久里。サトルのアルバイト先のコンビニの先輩。
ウキョウ
名前の由来はF1ドライバーの片山右京。サトルのアルバイト先のピザ屋の先輩。
剣道部の先生
ミカが道場で剣道をしているときに場面にいる先生。
マリア
名前の由来はF1ドライバーのマリア・テレーザ・デ・フィリッピス。ぬいぐるみ作りが好きな三歳の女の子。回復系キャラあるいは変身能力を持つキャラとして戦闘に参加予定。
ミナ
セナの母親。ゴスロリの服のデザイナー。

### あみニコ劇場。
視聴者から寄せられた台本や四コマ漫画に、二人がアテレコをする企画。

### あみなの相談室。
視聴者からの相談に、二人が答える企画。

### AKBのこと、教えて!のコーナー
AKB48について勉強中の白石に、亜美菜が亜美菜なりのAKB48の「お薦め」や「イロハ」を教えていくコーナー。

## イベント
- 「あみなとニコニコ。」公開生放送＠ニコニコ本社（2012年11月6日21:00～22:00、ニコニコ本社2階）[5]

## 関連商品

### DVD
- あみなとニコニコ。（2012年10月26日、竹書房）[7]